# خفاش میوه‌خوار بینی‌لوله‌ای کوهی
خفاش میوه‌خوار بینی‌لوله‌ای کوهی (نام علمی: Nyctimene certans) نام یک گونه از سرده خفاش‌های میوه‌خوار بینی‌لوله‌ای است.